# 雙溪保我黎民碑
雙溪保我黎民碑，是位於台灣新北市雙溪區的一座紀念碑，現為新北市市定古蹟。

## 沿革
明治40年（1907年）6月1日，雙溪區知名的鄉紳莊廷燦等20位重要人物，聯名捐資興建此碑。 當時，時任基隆廳長橫澤次郎因貪污指控而受到檢舉，因此該碑鐫刻了對橫澤政績的讚揚，並在碑文強調橫澤次郎在免除租稅三年、墾殖五十多甲土地等方面的卓越政策。
由於碑文的設立位置特意選在主要道路旁，以確保路人和政府能夠容易關注，強調他的施政成就和德政。地方仕紳們希望政府能夠考慮他在地方建設中的重要角色，並在判決時予以輕判，最終橫澤次郎被判刑三年，並被罷免官職，隨後調職至澎湖廳擔任職務。

## 結構
保我黎民碑碑文的書寫風格具優雅而俊秀，碑框上刻有精緻的螭龍紋飾。建立該石碑名次包括下列人物：
- 莊廷燦
- 林長輝
- 簡燦卿
- ⽅清誥
- 曹⽥[6]
- 周步蟾[7]
- 莊添桂
- 許松英[8]
- 簡秋波
- 魏清
- 連焜榮
- 林蕭香
- 連⽂理
- 林三⿑
- 張熖唐
- ⽯朝松
- 吳永枝
- 蔡煥彩
- 游掄元

## 另見
- 雙溪雙貢生莊厝

## 外部連結
- 雙溪保我黎民碑 - 文化部iCulture （页面存档备份，存于）